# Bell’s Corner
Bell’s Corner – osada w Anglii, w hrabstwie Suffolk, w dystrykcie Babergh. Leży 20 km na południowy zachód od miasta Ipswich i 89 km na północny wschód od Londynu.